# 林峯正
林峯正（1965年—），中華民國律師、政治人物，無黨籍，前時代力量籍，現任不當黨產處理委員會主任委員，曾任國家安全會議諮詢委員、民間司法改革基金會執行長、廣播電視事業發展基金常務監事、中央廣播電臺董事長、台灣人權促進會會長等職，為首位進入中央政府部會任職的時代力量黨員。

## 經歷
林峯正畢業於國立台灣大學法律學系，是前中國國民黨籍立法委員林時機之子。執行律師業務十餘年，曾任台灣人權促進會會長、財務長、執行委員、台北建成扶輪社理事、國家人權委員會民間推動聯盟召集人、民間司法改革基金會執行長、廣播電視事業發展基金常務監事、中央廣播電臺董事長。
2013年12月3日，林峯正離開民間司法改革基金會執行長一職。
2014年2月，林峯正對媒體宣布，與前民主進步黨主席林義雄準備組新政團投入2016年台灣大選，擬推全國不分區立法委員參選人。2014年3月，林峯正與黃國昌等人成立公民組合，被外界視為籌組政團的第一步。
2015年，因對於立委提名方式及不分區立委席次分配方式上產生意見不合，公民組合分裂，以林峯正、黃國昌、林世煜為主的派系於1月25日組成時代力量。
2019年10月2日接受立法院質詢時，因其時力黨籍遭中國國民黨籍立委林為洲質疑違反行政中立，林峯正於質詢中承諾退出時代力量。

## 事件
2013年4月5日晚間，林峯正和友人聚餐後酒駕被臺北市政府警察局交通警察攔檢，酒測值高達0.58，他通過生理平衡檢測，但涉拒簽酒測數據單；隔日，林峯正被依《中華民國刑法》公共危險罪嫌移送臺北地檢署，檢方訊後以新臺幣5,000元交保。林被移送台北地檢署後，向檢方詢問有無緩起訴機會，檢方提醒前提必須「認罪」；林同意認罪後獲緩起訴1年，被處分繳新臺幣4萬5,000元罰鍰及接受6小時交通安全講習，訊後諭令新臺幣5,000元交保。